# Бугарска (тема)
Тема Бугарска (грчки: Θέμα Βουλγαρίας) је била тема Византијског царства која је постојала у периоду од 1018. до 1185. године.
Византијска власт над Бугарском започета је после пада Самуиловог царства и Диогеновог освајања Бугарског Срема, а завршена је устанком Асена и Петра и стварањем Другог бугарског царства.
Историја теме подељена је на два дела: до обнове династије Комнина (1019—1081) и након обнове (1081—1185). 

## Историја

### Настанак
Византијско освајање Првог бугарског царства од Византије трајало је пола века. Последњи владар Првог бугарског царства, Јован Владислав, пао је 1018. године под зидинама Драча. Његова удовица је покорно дочекала византијског цара на капијама Охрида. Мали број обласних господара пружао је отпор Василију; већина му је отварала капије. Василије је достојанственике који су прешли на његову страну великодушно награђивао. Хрватска племена мирно су признала византијску врховну власт. Једино је намесник Сирмија накратко пружао отпор Византији. Власт Византијског царства поново је после више векова обухватала Балкан до Дунава.
Новоосвојене области подељене су на теме. Образоване су две велике теме: Паристрион (Парадухавон, са седиштем у Силистрији) и Бугарска (некадашња област Самуловог царства без старих бугарских територија; седиште у Скопљу). Вероватно је постојала и тема Сирмиј (са центром најпре у Сирмију, а касније у Београду).
Самуило је приликом стварања свог царства засновао и патријаршију у Охриду. Царство и патријаршија су тада сматрани највишим местима у хијерархији држава. Последњи патријарх Охрида био је Јован (1015-1019). Василије по реокупацији Балкана није укинуо охридску цркву већ је патријаршију спустио на ранг архиепископије. Нова Охридска архиепископија задржала је виши ранг од осталих византијских архиепископија. Архиепископ је био подређен цару, а не патријарху. Цар је и постављао архиепископе. Тиме је цар контролисао цркву која је окупљала највећи део Јужних Словена. Јован је остао на челу охридске цркве (до 1037). Током понтификата следећег архиепископа Лава почиње епоха постепеног, али брзог, грецизирања архиепископије. Василије је Охридској архиепископији издао три повеље. Првом је одредио које епископије улазе у њен састав. Списак је касније допуњен другим двема повељама. Јурисдикција архиепископије протезала се од Дунава до Тесалије и од планине Риле до Јадранског мора. Епископија је било 31, а српских 6 (Ниш, Браничево, Београд, Трамон , Призрен и Липљан). Касније је другом повељом цара Василија додата и епископија Рас.
Упркос мекој политици наметања византијске владавине над Бугарима, устанци Бугара против нове владе смењивали су се један за другим — Устанак Петра Дељана, Устанак у Тесалији (којим је руководио Никулица Делфина), Устанак Ђорђа Војтеха, Устанак у Паристриону, побуна Добромира у Месембрији и Леке у Средецу (1079).

### Устанак Петра Одељана
Након реокупације Балканског полуострва, Василије је спровео фискалне мере са циљем да олакша нов режим становништву освојених крајева. Донео је одлуку да се државни намети не сакупљају у новцу, као у осталим деловима царства, већ у натури: за сваки пар волова давао се по модиј жита, модиј проса и врч вина. Једва неколико година након његове смрти Царство је запало у кризу те је потреба за новцем постала све већа. Централне власти одлучиле су да уведу порез у новцу. Фискално бреме постало је тешко за становништво, а резултат су чести устанци.
Устанак је избио 1040. године у Београду и у области Мораве. На његово чело стао је Петар Одељан који се издавао за Самуиловог унука тј. сина Гаврила Радомира. За кратко време устанак је захватио Ниш и Сердику. Становништво је било незадовољно увођењем дажбина у новцу и злоупотребама чиновника. У Македонији се Одељану покушао супротставити стратег грачке теме Василије Синадин, али је он током устанка свргнут и збачен са положаја. Нови стратег био је озлоглашен међу локалним становништвом које се, на вест да је он унапређен у стратега Драча, дигло на устанак. Вођство је преузео Словен Тихомир кога су устаници извикали за цара. Устанак је сада имао двојицу вођа. Одељан је освојио Драч, нападао Солун и продирао у Грчку. На једном састанку Одељан је дигао устанике против Тихомира који је каменован. Одељан је постао једини вођа устанка, али само накратко. Почетком септембра 1040. године устанку се прикључио син Јована Владислава, Алусијан, дотадашњи намесник у Јерменији. Као Самуилов потомак, Алусијан је добио положај Одељановог савладара. После неуспеле опсаде Солуна мучки је ослепео Одељана и прибегао Византинцима. Устанак је после тога брзо угушен.

### Устанак Ђорђа Војтеха
Након великог пораза Византије код Манцикерта у Македонији се почео припремати устанак изазван фискалном политиком логотета Нићифорице. Главни извор за устанак из 1072. године јесте анонимни Скиличин настављач. Устаници су за вођу изабрали Михаиловог сина Константина Бодина јер је био краљевског рода. Самуилови потомци већ су ишчезли или су били непожељни због искуства из 1041. године. Михаило је послао и 300 војника под војсковођом Петрилом у Призрен где су се окупљале вође покрета, укључујући и Ђорђа Војтеха из Скопља, најугледнијег међу устаницима. Бодин је почетком јесени 1072. године проглашен за цара под именом Петар. Стратег Бугарске кренуо је да угуши устанак, али је у међувремену смењен. Нови намесник претрпео је пораз у коме је изгубио живот. Устаници заузимају Скопље након чега се деле у две скупине. Бодин је кренуо према Нишу, а Петрило према југу заузимајући Охрид и Девол. Напао је Костур, али је у нападу поражен те се морао спасити бекством у Дукљу код Михаила. Бодин је за то време постизао успехе у Нишу, али је Војтех предао Скопље Византинцима уз гаранције да му се неће ништа десити. Бодина је позвао да нападне Скопље. Била је зима и Бодин је на Косово стигао по снегу. Византинци су му пошли у сусрет и тешко га поразили код места Пауни. Бодин је заробљен и послат у манастир Светог Сергија одакле је пребачен у Антиохију. Михаило га је ослободио потплативши млетачке трговце. Све то је пољуљало Михаилов положај, али после 1072. године нема података о његовом односу са Византијом.

### Бугарска у 12. веку
По доласку Комнина на власт, бугарски устанци су се стишали. Разлог за то је интеграција старе бугарске аристократије у владавину царства, што се може судити према списима Ане Комнене о њеној баки Марији Бугарској у Алексијади.
Крајем 11. века Бугарска је постала поприште сукоба између Византијског царства са једне и Нормана са друге стране. Роберт Гвискард је пустошио византијске области на Балкану све до своје смрти 1085. године. Његов син, Боемунд Тарентски, такође води ратове против цара Алексија Комнина. Крсташи Првог (1096-97) и Другог (1146-47) крсташког рата пустоше Бугарску. Најпогубнији су били походи Печенега и Кумана. Нормани 1185. године поново опседају Драч. Коначно, у устанку Јована Асена и Петра IV створено је Друго бугарско царство, а падом Цариграда 1204. године окончана је византијска власт у Бугарској.